# Laurasia

Laurasia (/lɔːˈreɪʒə, -ʃiə/) là vùng đất nằm ở phía bắc trong số hai vùng đất bắt nguồn từ siêu lục địa Pangaea từ khoảng 335  -  175 triệu năm về trước (Mya), vùng đất còn lại là Gondwana. Nó chia tách khỏi Gondwana vào 215  -  175 Mya (bắt đầu Kỷ Tam Điệp muộn) trong sự kiện phân tách Pangaea, trôi xa lên phía bắc sau khi chia tách và cuối cùng bị phân nhỏ sau sự kiện hình thành Bắc Đại Tây Dương khoảng 56 Mya. Cái tên "Laurasia" là ghép từ từ Laurentia và Asia.
Laurasia bao gồm phần lớn diện tích đất đai tạo ra các châu lục ngày nay của Bắc bán cầu, chủ yếu là Laurentia (phần lớn của Bắc Mỹ ngày nay), Baltica, Siberia, Kazakhstania và các nền cổ Hoa Bắc và Hoa Đông.

## Chia tách và tái hình thành

Sự trôi dạt của các lục địa